# 池州镇
池州镇，又名池阳镇、城关镇，是中华人民共和国安徽省池州地区贵池市（今安徽省池州市贵池区）下辖的一个已撤销镇。池州镇是原贵池县治及池州府治，以及池州地区行政公署、贵池县人民政府所在地，自唐朝中期至今凡1,200年，一直是池州暨貴池的行政中心。1949年4月，中國人民解放軍佔領貴池縣城，取代中華民國政府在池州的統治，原貴池縣政府所在地池陽鎮更名為池州鎮。1992年2月，經中共安徽省委批准，撤销池州镇，设立池阳街道、秋浦街道。原池州鎮管轄地區如今分屬貴池區池阳街道、秋浦街道、杏花村街道、清风街道的全部範圍及清溪街道的大部分，即池州市主城區範圍。

## 历史

1967年12月，贵池县池州镇及周边乡镇卫星图

1973年贵池县城卫星图

### 中华人民共和国成立前
唐永泰元年（765年），秋浦縣治由原秋浦县城（今殷匯镇石城村，原属贵池县灌口乡）東遷至新建的池州州城（即今池州市主城區，原属贵池县池州镇）。永泰二年（766年）始築土城牆及城濠。五代十国杨吴顺义六年（926年），秋浦县更名为贵池县，以秋浦河“水好鱼美”而得名，县治仍驻此。南宋德祐元年（1275年），元军入池州城，城墙严重损坏。明朝正德十七年（1517年），始築石頭墻1,428丈（約4,760米），高2.5丈，設七城門：通達門（正南門）、毓秀門、鐘英門、九華門（正東門）、秀山門（正西門）、迎恩門（正北門）、望京門。城门上各建有楼，通達、九华、秀山、迎恩四门外还加筑了月城，城楼上设有警铺。顺治二年（1645年）闰六月乙巳（1645年8月19日），清军占领贵池县城。1853年2月26日（咸丰三年正月甲子夜）开始，太平军和清军屡次争夺池州城，直至十一年八月五日（1861年9月10日），太平军才完全撤离。因避幼天王洪天贵福讳，太平天国改贵池县为桂池县，属安徽省池州郡。
宣统三年九月二十五日（1911年11月15日），贵池县宣布独立，11月16日起，该地隶属驻铜陵县大通镇的安徽军政分府。1931年，中华民国政府开始使用区、乡制，县城始称池阳镇，受第一区公所管辖。1938年10月28日，池阳镇被日军侵占，直到1945年9月24日，驻贵池县城日军向中华民国贵池县当局投降为止。1949年4月22日0时30分，贵池县城被中国人民解放军第二野战军第三军团占领。
1949年5月1日，貴池縣人民政府成立，原池陽鎮镇公所改制為池州鎮人民政府。5月13日，池州专区正式成立，池州镇为专区行政公署及县人民政府驻地。

### 中华人民共和国时期
1957年，为城区建设需要，贵池县人民委员会上报安庆专署批准拆毁池州城墙。1965年6月21日，国务院同意安徽省再次成立池州专区，专署依然驻此。
1988年8月17日，中华人民共和国国务院令24号（国函〔1988〕105号）同意安徽省撤销安庆地区行政公署和原地级安庆市，实施地市合并；撤销贵池县，建立县级贵池市，市政府驻池州镇长江南路25号原贵池县人民政府所在地；同时将属安庆地区的贵池县、东至县、石台县和属芜湖市的青阳县、九华山管理处划出成立池州地区，地区行政公署驻贵池市池州镇秋浦西路18号。11月15日， 池州地区直属机关300余名主要干部从安庆乘坐轮渡到贵池城区办公。11月26日，中国共产党池州地区委员会、池州地区行政公署在贵池市池州镇举行挂牌仪式，时任地委书记谢永康、专员雷澍生出席。1990年9月12日，第十一届亚运会“亚运之光”火炬传递到贵池市区，地、市领导和3000多名各界代表参加交接仪式。1991年7月1日至7日，受1991年华东水灾影响，市区遭到洪水袭击，城市交通一度中断，翠微路以南南湖村、红光村等地因白沙湖洪水涌入一片汪洋，工厂停工，学校停课。为保护行署驻地贵池市城区的安全，自7月9日到8月15日白沙湖开闸泄洪。7月11日，长江秋浦河河口段水位14.54米，超过警戒水位，12日达14.91米，超出警戒水位0.51米。
1992年1月22日，中共安徽省委、安徽省人民政府下发《关于认真做好撤区并乡工作的通知》，要求该年底前撤销全省463个区公所。1992年1月27日，池州地区行政公署召开会议专题研究各县市撤区并乡工作，最终决定贵池市只撤区不并乡。1992年2月25日，中共安徽省委基层组织建设工作领导小组批准《池州地区撤区并乡方案》，贵池市撤销池州镇，析置池阳街道办事处、秋浦街道办事处。池阳街道管辖池州镇所辖城区大部分居委会和部分村委会，街道办事处驻古舜居委会幸福路1号原池州镇人民政府所在地；秋浦街道管辖池州镇余下的居委会和村委会、以及里山乡的齐山村，街道办事处驻南湖村湖心路9号原城关区区公所所在地。1992年3月4日，中共贵池市委以贵发〔1992〕2号文件要求池州镇应于当年4月上旬召开最后一届人民代表大会。4月1日，池州镇召开第十二届人民代表大会，宣布正式撤销，同时成立池阳街道办事处和秋浦街道办事处。

## 镇以下行政区划沿革
明朝以前，贵池县级以下行政区划无考。明清时，贵池县城（池州府城）称为城厢，下辖图一、图二、图三、图四四图，每图下辖十牌，每牌称一里。其中图一位于县城东北部、图二位于县城西北部、图三位于县城西南部、图四位于县城东南部。
民国初年，贵池县县以下政区编制仍然使用清制。1939年，日伪控制下的贵池县维持会将池阳镇护城河以外的地区析出成立杏花村乡，1945年8月日本无条件投降后撤销。1948年，池阳镇下辖8保，125甲。
中华人民共和国成立后，1949年底，贵池县撤销境内所有乡镇，合并为12个以序数命名的区公所，原池州镇为贵池县第一区区署驻地。1950年下半年，第一区改为城厢区，因位于贵池县城而得名。同时，恢复池州镇，属城厢区。
| 区划             | 驻地     | 辖区 |
| ---------------- | -------- | --- |
| 第一区（城厢区） | 贵池县城 | 7个街人民政府：郭西、市心、孝肃、九华、古舜、牌坊、楼山 18个村人民政府：民生、长升、普庆、鸟落、同兴、贵口、十里、翠微、杏花、流坡、江口、合作、三范、三冲、杨安、馒头、金坑、江东 |

1958年9月，贵池县实行人民公社制度，废除区公所，池州镇撤销，改为池州大公社。1960年12月，析出城北各大队成立胜利渔业人民公社，驻胜利大队（今清风街道东湖路社区）。1961年9月27日，经县人民委员会批准，恢复区公所建制，并恢复池州镇，属池州区公所。1963年6月，撤销池州镇，改为池州公社；胜利渔业公社改名为城北渔业公社。1965年7月1日，因国务院批复再次成立池州专区，遂恢复池州镇，为县直辖镇，同时将城北渔业公社并入。受到文化大革命的影响，1966年9月9日，中共贵池县委举行常委会议，拟将境内区公所和社镇全部更名，池州镇更名为红旗镇。但该名称未正式使用。但池州镇境内的街道、道路被强制更名，直到1982年才恢复。1969年1月，贵池县再次撤销池州镇，建立池州公社，同时将江口公社（今江口街道）并入。1972年再次恢复池州镇建制。1974年将原属于江口公社的部分大队析出，再次成立江口公社。1977年1月，池州镇升格为区级镇（副县级），直接由贵池县管辖。
1980年1月，为开发城南沼泽地，迁移乌沙镇部分居民成立南湖大队（今南湖社区）。1981年4月，经县委批准，池州镇革命委员会改为池州镇人民政府，镇长由选举产生。1982年8月20日，原贵池县人民政府贵政〔1982〕228号文件《关于池州镇居委会、路、街、巷、弄命名更名的通知》批复池州镇九个居委会、八条街道、二十一条道路、一个农业大队及三条巷、两条弄自当年9月1日起启用新名称，如下表所示：
| 更名前     | 更名后     | 理由                                                   | 备注                   |
| ---------- | ---------- | ------------------------------------------------------ | ---------------------- |
| 解放居委会 | 九华居委会 | 境內有九華街                                           |                        |
| 红旗居委会 | 楼山居委会 | 境內有樓山街                                           | 今已并入古舜社区居委会 |
| 四新居委会 | 孝肃居委会 | 境內有孝肅街                                           |                        |
| 团结居委会 | 古舜居委会 | 境內有古舜街                                           |                        |
| 建设大队   | 城北大队   | 位於縣城北邊（1964年命名为建设大队）                   |                        |
| 東風街     | 九华街     | 元至正二十一年（1361年）朱元璋部攻克池州，更名为九华府 |                        |
| 红光街     | 翠微街     | 城东南齐山上有座翠微亭                                 |                        |
| 解放街     | 牌坊街     | 历代文人曾在此树立大量牌坊（文化大革命期间被毁）       |                        |
| 红星街     | 郭西街     | 位于旧学府西，过去居民姓郭                             | 今杏村西街             |
| 红旗街     | 楼山街     | 纪念明末复社领袖吴应箕（号楼山）                       | 今杏村东街             |
| 四新街     | 孝肃街     | 北宋池州知州包拯曾居住于此                             |                        |
| 跃进路     | 秋浦路     | 贵池县古称秋浦县；秋浦河流经贵池全境                   |                        |

1984年3月，贵池县废除人民公社制度，全县辖5区公所、2镇、26乡，其中城关区区公所驻池州镇南湖村。1988年贵池撤县建市时，因当时贵池城区人口仅5万人左右，池州镇建制未变直到1992年2月撤销。

## 地理
池州镇位于贵池县北部长江南岸，白洋、秋浦二河下游，东临城关区江口乡（今江口街道），西接城关区双桥乡（今涓桥镇）、乌沙区高脊岭乡（今属秋江街道）、乌沙区驻驾乡（今属秋江街道），北隔长江和枞阳县破罡区凤仪乡、长沙乡（今属𠙶山镇）相望，南隔齐山、太朴山和城关区清溪乡（今属清溪街道）、里山乡（今里山街道）接壤，行政区域面积50.436平方千米。

## 经济
池州镇是贵池县的经济中心，且在1965-1980年池州地区存续期间以及1988年池州地区恢复建制后实际承担全地区经济枢纽职能。
1988年，全镇镇属企业共27个，总产值2255万元。全镇有翠柏路农贸市场、城关农贸市场（位于长江路和杏村路交叉口），还有小商品市场300余处，其中建于1987年的杏花村小商品市场，每日营业额4万元。至1991年，镇属企业总产值3005万元，利润91.76万元。
1988年，该镇农业以种植业和渔业为主，1988年有耕地4921亩，其中旱地2294亩，水田2627亩。当年粮食产量1817吨；蔬菜种植面积1556亩，产量6001吨；养鱼用水面4408亩，鱼类等水产品产量332吨，产珍珠860公斤。

## 城市建设
清末至民国时期，城内主要有府前、郭西、市心、九华四大街，用青石板或麻石铺路，宽3至5米。其余小街小巷为沙土路。1958年，当局组织民众修建东西向的主干道跃进路（今秋浦路），1959年修建南北向主干道的长江路，形成今日池州市旧城区道路的骨架。1961年，当局在秋浦路安装路灯。1969年，跃进路、长江路铺设柏油。1978年改革开放以后，城市建设加速。1984年，时任贵池县县长顾国籁上任后着手贵池县城的建设，开始组织起草贵池县城总体规划，池州镇被定位为“皖南西北部的经济、文化中心”“皖南风景区的西北门户”“以轻工业为主的中小城市”，1990年县城人口将达到8.5万人，2000年将达到13万人。在他任内，贵池县城市建设有了新的进展，长江路、秋浦路继续延伸，新建建设路、九华路（今池阳路）、翠柏路等一大批道路，还修建了池州市第一个城市公园——烟柳园公园。1985年4月24日，安庆地区行政公署以安行发〔1985〕47号文件批复同意执行规划。1987年，池州第一个居民小区——兴济小区建成。
1988年贵池撤县建市，至1990年底，贵池市城区规划面积11平方公里，建成面积约7.1平方公里，人口约6.5万人有主次街道19条、21路，均为沥青或混凝土路面，绿地面积1380平方米，绿化覆盖率17.1%。拥有一座自来水厂和环卫站。城郊有齐山、百牙塔、兴济桥、杏花村等名胜，城内有包公井等古迹。但作为池州地区行署驻地，其城市规模在安徽省所有地市驻地城市中排名倒数，城市建设、管理水平落后，基本不能满足社会发展的需要，城市功能几乎空白；因东南湖围垦灭螺工程遗留的环境治理遗留问题却迟迟未能解决，直到2000年池州撤地设市后才付诸实施。

## 交通

### 陆上交通

#### 公路
1934年，中华民国安徽省公路局筹建芜湖至大渡口公路（今318国道），经过贵池县城。该公路路基宽7.5米，泥结碎石路面，路面宽3米。贵池县人民政府成立后，1950年，人民政府修复了县城以东的路段。1956年修复了县城以西的路段，使全线连通。1957年，又对全线进行大规模修复。此后，路基宽7.5米，为泥结碎石路面，路面宽5米。1971年至1972年，路面开始铺设沥青。1978年，汽车站以东的路段开始按二级公路标准拓宽改造，路基宽12米，路面宽9米，1984年竣工。
至1988年底，经过该镇的国道有318国道全长2.7公里，自齐山到杏花村大桥，为一级公路。另有县道杜茶公路（今池州市001县道）、南江公路（今东湖路）、贵港公路（今长江路）、白江公路（今清溪大道）、齐石公路（今225省道），以方便县城与周边地区的交流。

#### 城市公共交通
1987年至1991年底，市区有从池州港到池州汽车站的3.5公里长的公交线路，由贵池县客运汽车队（今属杰达贵池客运公司）营运，派4辆上海牌大通道客车沿长江路一共设立7个站点，运营时间为上午5时40分至下午6时00分，每20分钟一班，该线1992年1月1日即成为池州市历史上最早的公交线路——贵池公交1路。另外，还有往返于杜坞村至池州地区人民医院的公交线路，每60分钟一班。

#### 运输
1949年前，县城内设有轿行。1951年，汽车引入贵池县城，同时贵池县汽车站（今池州汽车客运总站）成立。最初为木炭汽车，每天开往青阳一趟，隔日开往芜湖一趟。1954年，开通到东流镇的班车。1957年，增开到屯溪镇（今黄山市区）的班车。1958年后，客运路线开始向农村延伸。1968年，贵池至合肥班车开通。1969年，贵池县汽车站至景德镇开通班车，促进了皖赣两省的交流。至1992年，池州地区汽车站最远可以到达武汉、上海、南京、南昌、广州、石狮，沟通了池州和长三角、珠三角的联系，为池州发展外向型经济提供条件。
至1991年底，全镇拥有两座汽车站：
- 池州地区汽车站：1951年贵池县汽车站成立时，在南门外租用两间民房为售票厅和候车室，总面积60平方米。1965年，池州专区第二次恢复建制，贵池县汽车站移址长江路南端，[22]1966年扩建400平方米候车室，设有广播室、售票厅、询问处、寄存处、小卖部。至1987年，贵池县汽车站下辖殷汇、池州、马衙、梅街、牌楼分站，其中池州分站有大型客车49辆。[8]1988年底，贵池撤县建市，贵池县汽车站改名贵池市汽车站。[8]随着池州经济快速增长，人民外出务工导致交通需求日益增多，池州地区行政公署遂于1989年颁布池署发〔1989〕5号文件《关于抓落实办30件实事的通知》，提出改建贵池市汽车站，并准备升格为池州地区汽车站。[22]1991年2月1日，池州地区汽车站建成并投入使用，主站房高12层，建筑面积4800平方米，日发客量可达7000人次。[22]
- 池州地区旅游汽车站：1984年，集体所有制下的贵池县运输公司（今池州杰达贵池客运公司）成立贵池县旅游服务公司，同时设立旅游汽车站，拥有大客车10辆。1988年，因池州地区第三次恢复建制，升格为池州地区旅游汽车站。[22]

### 水上交通

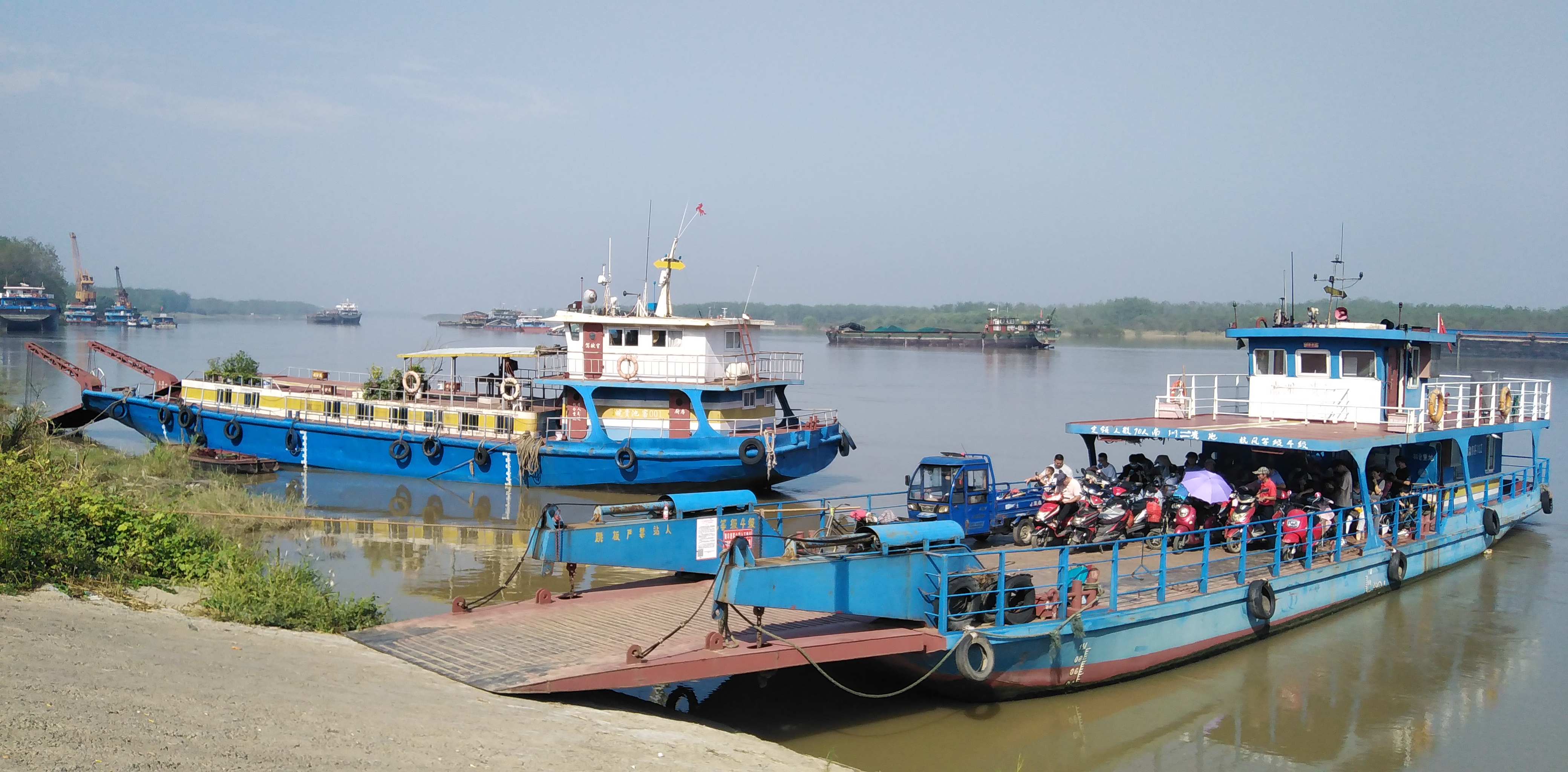
原池州港所在地

至1992年初，全镇拥有池州港、池口内河货运码头、“507”货运码头三所港口。
- 池州港，为客货兼用港口，位于秋浦河入江口，始建于1959年，1966年启用，隶属交通运输部长江航务管理局。1988年，最多可以停靠5000吨级货轮，距离上游安庆港60公里、下游铜陵港37公里。每天各有一班南京至武汉、武汉至南京航班以及九江至江阴、安庆到芜湖航班停靠。[29]1992年被安徽省人民政府批准为全国二类开放口岸。[31]
- 池口内河货运码头，位于池州港沿秋浦河上游1,000米处，始建于1954年，1988年最多停靠500吨货轮。[30]
- 507货运码头，位于池州港沿长江下游2500米处，始建于1970年，1971年6月1日投入使用，1987年7月14日由上海市国防工办移交与贵池县。[30]

## 社会

### 人口
1946年3月，经贵池县政府统计，原贵池县池阳镇有11,172人。1982年7月，第三次全国人口普查，原安庆地区贵池县池州镇有45,368人（不包括安庆地直、县直机关109人），是安庆地区当时人口最多的行政建制镇。1986年，原安庆地区行政公署民政局统计，池州镇有55,649人，仍是安庆地区人口最多的镇。
1988年底，池州地区恢复建制，贵池撤县建市。据贵池市人民政府统计，池州镇是池州地区人口最多的行政建制镇，有15,100户58,571人（不包括池州地直、贵池市直154人），其中非农业户口47,486人，是1947年的5倍；全镇98%的人口属汉族，另有回族、满族、傣族、苗族、蒙古族、藏族、朝鲜族、彝族、白族10个少数民族，300余人。
1990年第四次全国人口普查，池州镇全镇人口为16,288户66,051人。

### 方言
池州镇的方言属江淮官话洪巢片。城区方言素有 “小北京” 之称，源于明清时期独特的文化背景。明代池州籍官员在朝为官者达30余人，多携眷定居北京，官场习用京腔；告老还乡后形成官宦阶层语言圈层。将北京官话特征融入本土江淮方言，形成兼具南北特色的城区方言变体。

### 宗教

#### 佛教
1988年，全镇拥有2座佛寺，为府学巷观音寺和永胜巷百子庵，僧尼不足10人。

#### 天主教
1870年代，贵池县城即有天主教活动，首任驻贵教士为法国人笪味德（法语：Victor David ,S.J.）。光绪十八年（1892年），他在城内九华街购买民宅五间作临时宗教场所。二十五年（1899年），于古舜街新建贵池天主堂总堂（即今长江中路和秋浦中路交叉口东北侧），属于安庆教区，为罗马式建筑，临时教堂停用。辛亥革命爆发后，笪味德离华，教士改由西班牙人接任。抗日战争前，天主堂创办修道院，招收当地百余名男青年为学生，修道生结业后成为修士，从事传教，有的擢升司铎。1951年贵池县天主教革新委员会成立后，城内登记的教徒有600名左右。1957年，参加活动的教徒仅184人。1958年贵池县天主教革新委员会更名为天主教爱国会，1961年自行解散。1984年10月，经中共安徽省委统战部宗教处批准，正式恢复“贵池天主教爱国会”，驻秋浦西路。1987年底，有教徒35人，其中含修女1人。

#### 基督教新教
清光绪元年（1875年），海外基督使团派英国教士董戈登和女教士苏淑贞、惠凤英来贵池传教。次年于城内鸡鹅巷（今继武巷）建立第一座教堂“福音堂”（也叫耶稣堂），招收教徒80余人。光绪二十六年（1900年）前后，董、苏、惠离任，改由英国教士德广裕，廉爱福（女）、廉德福（女）传教。之后，教徒达数百人，嗣后还创办了贵池县养正小学和福音女子小学堂，由教士授英语、国语等课。堂内还有贵池及池州历史上最早的西医设施。1937年抗日战争爆发后，贵池县基督教新教即停止活动。1949年后，耶稣堂曾一度作为仓库、书店、后改建为民房。1987年，全镇无一处教堂，亦无一名教徒。

### 教育
截止1991年底，全镇有大专1所、完全中学3所、中专4所、小学14所（含农村及厂矿教学点）、幼儿园4所。 其中1所大專即池州师范专科学校（今池州学院）。3所完中即安徽省贵池中学（今安徽省池州一中）、池州杏花村中学（今池州市第六中学）、贵池市第二中学（今池州市第二中学）。初中有贵池市第三中学（今池州市第三中学）、贵池市城西中学（1995年9月并入贵池二中，原校舍让与贵池市特殊教育学校）。中专有安徽省池州供销学校（2002年并入池州师专）、安徽省池州工业学校（2002年并入池州师专）、安徽省计划生育学校（今安徽卫生健康职业学院）、安徽省池州体育运动学校（2007年并入池州市职教中心）。

#### 初等教育

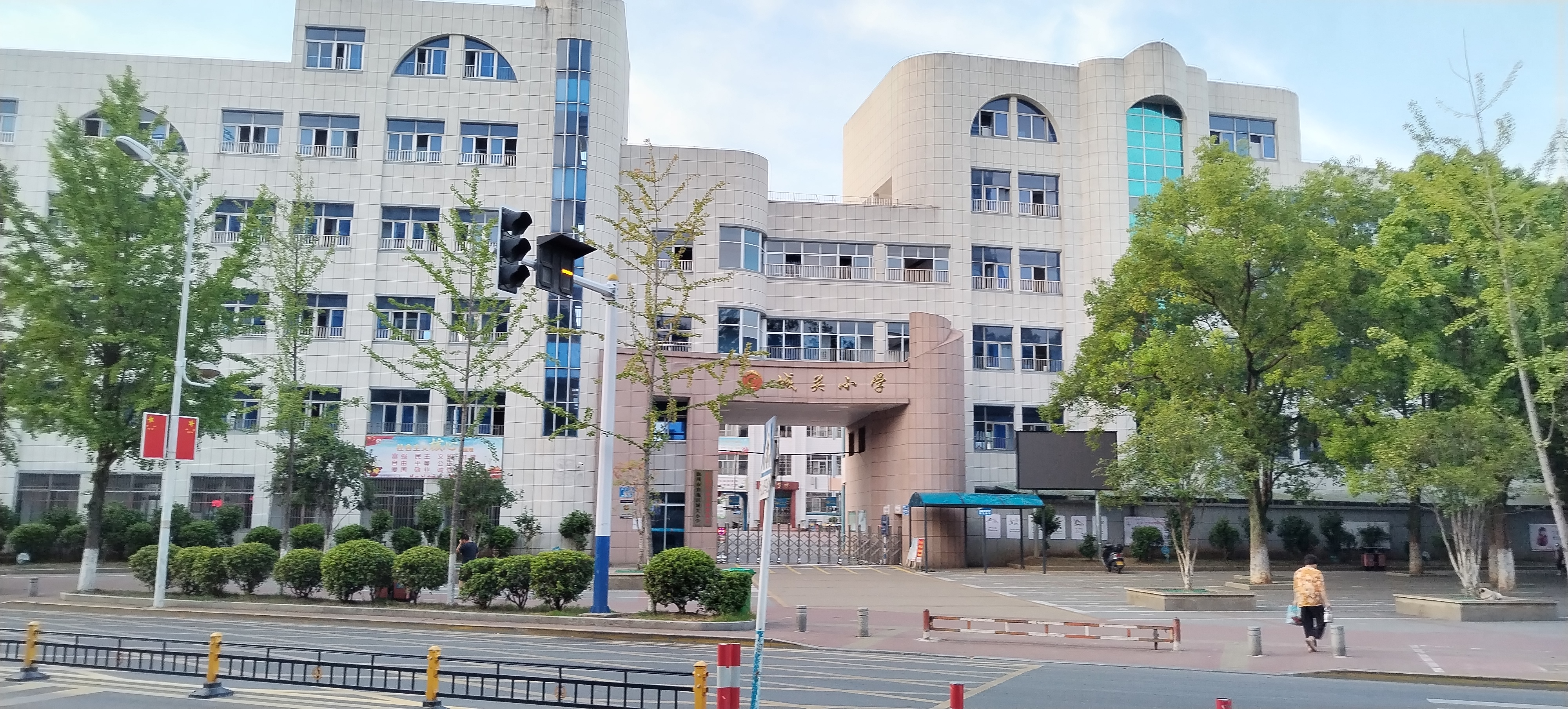
原贵池县城关小学所在地

1902年底，贵池县立高等小学堂（安徽省池州一中前身，旧址驻今池州十一中东侧）成立，此乃池州及贵池现代教育的开端。该校设4个班，招生105名，设修身、读经、讲经、国文、算术、英文、历史、地理、格致和体操等课，进行分班教学，但古文仍属必修。此后，县城基督教新教耶稣堂设立的私立养正小学和福音女子小学成立，1938年日军占领贵池前夕停办。
1949年9月，贵池县人民政府将城内1947年建立的池阳镇小学和贵池县中正小学接管，合并成立贵池县城关第二小学（今贵池区城关小学），首任校长仍为池阳镇小学校长胡植生。初建时设7个班。至1988年，有25个班，在校学生1469名，教职工60名。
1950年秋，池州师范专科学校附属实验小学（今池州市贵池区实验小学，简称“实小”）成立，首任校长为时任师专校长霍子余，最早的一批教师为师专实习学生。1951年至1960年代初期，该校学习苏联教育制度，即实行五年制小学教育。至1988年，全校有22个教学班，在校学生1293名，教职工60人。

#### 中等教育

##### 普通中学

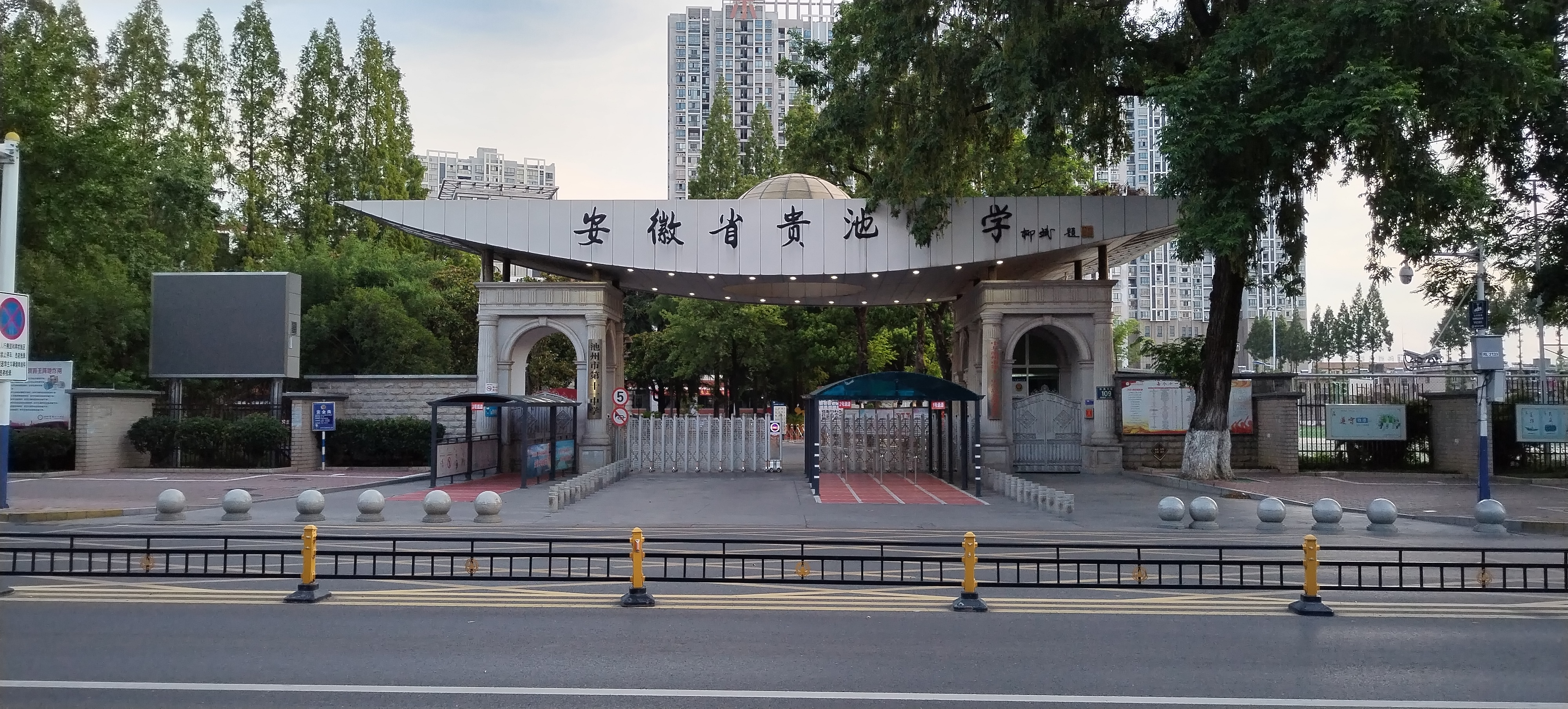
原安徽省贵池中学所在地

光绪三十三年（1907年），池州历史上第一所中学——池州府中学堂创建于贵池县城，由城内人马富国、胡仲山先后任堂长。该学堂为三年制初级中学，招新生80名，设甲、乙两班，经费由安徽巡抚衙门下拨，学生享受公费或半公费待遇，辛亥革命后停办。1927年，原“贵池县立高等小学校”升格为三年制初中“贵池县立初级中学”，当年招新生110名。当地人汪钟瑞、高清华、胡珩先后任校长。1935年，该校改为职业中学“农林中学”。日军占领贵池县城后，城内各中学停办。截至1949年4月时，城内及贵池县全境公办中学仅两所，即三年制高中安徽省立贵池中学和县立初级中学。同年7月，经池州专员公署批准，两校合并，改称皖南区贵池中学（简称“贵中”）。1952年依区划调整，易名为安徽省贵池中学。
1957年9月，根据1956年10月安徽省首次文教工作会议“巩固成绩，提高质量，在人力、财力许可范围内积极发展文教事业”的精神，贵池县城新建了初中贵池县杏花村中学（简称“杏中”）。1969年3月18日，因文化大革命爆发，杏花村中学并入贵池中学，并将原“安徽省贵池中学”改名为“贵池县贵池中学”，由贵池县管辖。此后，1976年2月，“池州镇育红中学”成立，为池州二中的前身。1977年，贵中恢复“安徽省贵池中学”校名；同时恢复“贵池县杏花村中学”，新建校舍，设于城西秋浦西路南侧，升格为完全中学。1979年4月，成立贵池县立第三中学，为池州三中的前身。1984年，贵池三中改为贵池县高级职业中学，还将二中附设的一个财会班并入该校。校址在城北青枫岭。1989年3月，貴池縣高職撤銷，原址重建貴池三中。

##### 职业中学
1969年1月，原安徽省芜湖卫生学校，迁至池州鎮北郊百牙山之西侧（今池州市第一人民醫院附近），更名为安徽省池州卫生学校，设护士、医士和药剂专业，面向安徽全省招收初中毕业生，1987年更名安徽省计划生育学校。
1980年1月，安徽省外贸学校（今為安徽国际商务职业学院）于池州镇东北郊百牙山东侧兴建，并于当年开始招生，面向全省招收高中毕业生。1988年池州地区恢复建制之后，该校分批迁至合肥。1980年9月，安徽省池州体育运动学校（简称“池州体校”）在县城长江中路开办，当年设田径、游泳两个专业，招收初中毕业生。学生毕业后由安庆地区当地政府分配至中小学任教。1981年，安徽省供销社（今安徽省供销合作社联合社）于县城池口街建池州供销学校，设茶叶检验与加工、商业会统和农副产品经营专业，初期招收高中毕业生，1985年改招初中毕业生。1984年，贵池三中改为县高职后，设立家用电器、财会、土建等班，学制两年，校址依然驻三中原址。1989年3月，县高职撤销并入教师进修学校，更名为“贵池市职教中心”。

#### 高等教育
1947年7月，当地教育人士李辛白、高节文等征得县教育科同意，在县城小东门潇湘亭遗址建私立昭明国学专科学校（简称“昭明国专”），招收高中毕业生。该校以经史子集为主要课程，并涉猎诗词歌赋，供学生选修，学制三年，完成学分后通过考试毕业发证，1948年，迁至县城西郊西庙文选楼。中华人民共和国成立后，私立昭明国学专科学校改名江南文化学院，1950年停办。
1979年4月，安徽广播电视大学池州地区分校（今池州开放大学）成立，驻贵池县城秋浦东路，利用县城西郊三台山上的池州电视转播台转播中央广播电视大学课程。1980年更名安徽广播电视大学安庆地区分校贵池教学点。当时教学没备仅有一台彩色电视机，学生仅11名。7月，经省政府批准，又更名为安徽广播电视大学安庆地区分校贵池工作站，学生按全脱产、半脱产和单科不脱产三种形式就读，学制分别为两年、三年和一年。1986年开始，招收高中毕业生，纳入国家招生计划，设政史专业，学制两年。1988年底并正式改为贵池市广播电视大学，此时在校学生402人，有38名毕业生分配在当地中学任教，翌年全部转为正式教师。

### 文化设施
截止1991年底，全镇共有以下文化设施：贵池市文化站（今池州市文化馆）、贵池市图书馆（今池州市图书馆）、池州电影院（1998年倒闭）、秋浦影剧院、贵池市工人文化宫、贵池露天溜冰场（现址为商之都）、《贵池报》社（今池州日报社）、贵池电视台、贵池人民广播电台。

#### 图书馆
1935年，池州历史上第一座现代图书馆“安徽省第八图书馆”成立，位于县学旧址（今池阳路池州市博物馆所在地），藏书万余，隶属于安徽省第八行政督察专员公署。首任馆长为王少明。1938年贵池被日军攻陷后，迁往县境西南部的丁香（今石台县丁香镇）。1942年，馆内藏书交给私立洁莹中学代管，此时已损失大半。1950年，洁莹中学停办，剩余近千册图书移交给池州专署文教科。
1949年9月，刚成立不久的贵池县人民政府建立图书室，隶属县文化馆。1955年4月，室、馆分设，图书室更名为贵池县图书馆，任传富任馆长。1958年，图书馆与文化馆合并。1979年8月，正式成立贵池县图书馆。当年9月，由省、县两级财政拨款，在城内秋浦东路修建馆室，为二层钢筋水泥结构楼房，于1981年10月正式对社会开放。至1988年底，在编工作人员9名，藏书达8万余册，借阅者大约2,400人。

#### 大众传媒
1936年，池州城内就有名为《池州日报》的报刊，为四开四版日报，现安徽省博物馆藏有第472-473期报纸。
1950年，广播技术引入贵池县城；1970年，电视引入贵池；1984年10月1日，贵池人民广播电台（今池州市传媒中心的广播部门）成立，为安徽省第一个县级广播电台；1985年7月31日，池州历史上第一个电视台——贵池电视台（今池州市传媒中心新闻综合频道）成立。

### 医疗
清末，贵池县城建立第一家教会医院“圣心医疗所”。1949年9月，贵池县卫生院成立，接管原贵池县天主堂的诊所。1950年6月，改制为贵池县人民卫生院。1951年4月，贵池县人民卫生院改称皖南池州区中心卫生院。1952年1月，因行政区划变动，恢复贵池县人民卫生院名称。1955年，改名为“贵池县人民医院”，1989年3月随撤县建市更名贵池市人民医院。
1970年5月25日，经安徽省革命委员会生产指挥组批准，池州专区人民医院筹建。1970年6月18日，成立池州专区人民医院筹备领导小组。1971年更名为池州地区人民医院。1972年4月20日医院建成并正式开诊。1980年1月29日，因池州地区撤销，改名为“安徽省安庆行署池州医院”，隶属安庆地区行政公署卫生局。1988年8月17日，恢复“池州地区人民医院”名称，隶属池州专署卫生局。
1991年，全镇有地属医院1所、市属医院5所。
| 隶属于         | 名称                 | 曾用名                                  | 现名                              | 备注                                                        |
| -------------- | -------------------- | --------------------------------------- | --------------------------------- | ----------------------------------------------------------- |
| 池州地区卫生局 | 池州地区人民医院     | 池州专区人民医院 安徽省安庆地区池州医院 | 皖南医学院附属 池州市第一人民医院 | 2001年池州撤地设市后更名 2007年成为皖南医学院非直属附属医院 |
| 贵池市卫生局   | 贵池市人民医院       | 贵池县人民卫生院 贵池县人民医院         | 池州市第二人民医院                | 2001年池州撤地设市后更名                                    |
| 贵池市卫生局   | 贵池市中医院         | 贵池县池州镇卫生院 贵池县中医院         | 池州市中医医院                    | 2001年池州撤地设市后更名                                    |
| 贵池市卫生局   | 贵池市卫生防疫站     | 贵池县卫生防疫站                        | 池州市贵池区疾病预防控制中心      | 2024年12月更名现名                                          |
| 贵池市卫生局   | 贵池市妇幼保健所     | 贵池县妇幼保健所                        | 池州市儿童医院                    | 2015年更名现名                                              |
| 贵池市卫生局   | 贵池市血吸虫病防治站 | 贵池县血吸虫病防治站                    | 池州市贵池区血吸虫病防治站        | 2001年池州撤地设市后更名                                    |

### 通信事业

#### 电报
清朝光绪九年（1883年），由左宗棠主持修建的沪汉长途电报干线经过贵池，在池州镇和殷家汇设电报局，开办电报业务。至1993年初，城内拥有15瓦短波发射机。

#### 电话
1911年，贵池县城至安庆的电话线路开通，此乃池州及贵池首次接入电话。此后至1949年，县城没有市内电话，仅有少数军政机关在县电话管理处总机上连接装有电话。1987年11月1日下午1时05分，原贵池县邮电局开通市内自动电话，自此，贵池县城使用手摇电话的历史结束。当年共发展用户749户。1988年，城内有2000门自动电话交换机1台，共956门电话，城区电话普及率为每100人1.95部。1989年5月，位于秋浦西路三台山上的池州微波站建成，7月正式使用，再加上1990年8月15日，南京至武汉通信光缆投入运行，使得池州城区长途电信开始使用数字信号进行传输。1990年9月19日，池州行署及贵池市人民政府决定集资筹建程控电话服务，至年底贵池城区电话普及率为每100人2.89部。1992年3月28日0时，池州正式开通城区4000门程控电话，贵池市区电话号码由4位升为6位。至此，城区开始实现国内、国际长途直拨。

## 行政区划
撤销前池州镇下辖以下地区：
楼山居委会、古舜居委会、孝肃居委会、九华居委会、城北居委会、秋浦居委会、清风居委会、池口居委会、港口居委会、城西居委会、城北村、胜利村（渔业村）、红光村、新桥村、南湖村、长岗村、孔井村、十里村。
| 行政隶属：安徽省池州地区贵池市 镇政府驻地：古舜居委会 |                                                                              |                                                                                   |                                                          |
| 居委会/村委会                                         | 下辖自然村                                                                   | 地名由来                                                                          | 备注                                                     |
| 楼山居委会                                            |                                                                              | 境內有樓山街                                                                      | 贵池市和池州镇人民政府驻地，今已并入古舜社区居委会       |
| 古舜居委会                                            |                                                                              | 境內有古舜街                                                                      | 今池阳街道古舜社区                                       |
| 孝肃居委会                                            |                                                                              | 境內有孝肅街                                                                      | 今秋浦街道孝肃社区                                       |
| 九华居委会                                            |                                                                              | 境內有九華街                                                                      | 今秋浦街道九华社区                                       |
| 城北居委会                                            |                                                                              | 位于县城北部                                                                      | 池州地区行政公署驻地                                     |
| 秋浦居委会                                            |                                                                              | 秋浦县                                                                            |                                                          |
| 清风居委会                                            |                                                                              | 境內有清风岭                                                                      |                                                          |
| 池口居委会                                            |                                                                              | 境內有池口街，池口街位于秋浦河与长江交汇处，自唐朝即为贵池口岸                    |                                                          |
| 港口居委会                                            |                                                                              | 境内有池州港                                                                      |                                                          |
| 城西居委会                                            |                                                                              | 位於縣城西邊                                                                      |                                                          |
| 城北村                                                | 新湖、新港、黄四窑、吴大松、池口                                             | 位於縣城北邊                                                                      |                                                          |
| 胜利村（渔业村）                                      | 养鱼村、池口渔业队                                                           | 祝愿胜利 原胜利渔业队                                                             |                                                          |
| 红光村                                                | 毕家冲、团结、湖心、先锋                                                     | 取“红太阳的光辉普照大地”之意 原红光蔬菜队                                         |                                                          |
| 新桥村                                                | 赵家圩、下角                                                                 | 1967年因围垦灭螺修建杏花村大桥而得名 原杏花村生产大队（今杏花村街道杏花村居委会） |                                                          |
| 南湖村                                                | 南湖                                                                         | 南湖自然村 当地村民多从今乌沙镇迁来，居住在城南湖心                               | 城关区区公所驻地，今清溪街道南湖社区、池阳街道南馨园社区 |
| 长岗村                                                | 和放、束家冲、殷家冲、大岗、丰寨、泥湾、麻元冲、东冲、和坂、西坂、里泥湾     | 位于贵池县城以西十里的山岗上                                                      | 今杏花村街道长岗社区                                     |
| 孔井村                                                | 杜坞、西庙、娘桥                                                             | 原有一吴姓诗书之家崇拜孔孟之道，其门前有水井，较为闻名，地名由此演变              | 今杏花村街道孔井社区                                     |
| 十里村                                                | 皂冲、白果树、程家冲、大冲、小冲、粪箕冲、小冲口、土塘冲、永红、永久、罗家冲 | 境内有十里长岗                                                                    | 今杏花村街道十里社区                                     |

## 名人
原贵池县城出身的名人有在南京大屠杀期间任南京安全区国际委员会成员、世界红卍字会南京分会副会长许传音，中国社会学家及教育家、南京大学教授柯象峰，建筑师鲍家声，对越自卫反击战中牺牲的烈士许和平等。